# السعودية في كأس الخليج العربي 2004
تعرضُ هذه المقالة مُشاركة المنتخب السّعُوديّ في كأس الخليج العربي 2004، التي عُقِدَت في قطر من 10 إلى 24 ديسمبر 2004.
لُعِبت البُطُولة بنظام مرحلة المجمُوعات ومرحلة خُرُوج المغلوب. خَرج المُنتخب السّعُودي من مرحلة المجموعات بعد أن لَعِبَ 3 مُباريات وخَسِرَ مُبارتين، وبذلك احتلّ الفريق المركز الثّالث في المجمُوعة. وبذلك خَرِج من المُنافسة.

## مرحلة المجمُوعات

### المجمُوعة
| الفريق   | نقاط | لعب | فاز | تعادل | خسر | له | ع | فارق |
| -------- | ---- | --- | --- | ----- | --- | -- | - | ---- |
| الكويت   | 7    | 3   | 2   | 1     | 0   | 6  | 3 | +3   |
| البحرين  | 5    | 3   | 1   | 2     | 0   | 5  | 2 | +3   |
| السعودية | 3    | 3   | 1   | 0     | 2   | 4  | 5 | −1   |
| اليمن    | 1    | 3   | 0   | 1     | 2   | 2  | 7 | −5   |

### المُباريات

#### السعودية ضد الكويت
| الكويت                 | 1-2 | السعودية      |
| ---------------------- | --- | ------------- |
| مساعد ندا · بدر المطوع |     | ياسر القحطاني |

#### السعودية ضد اليمن
| السعودية                                | 0-2 | اليمن |
| --------------------------------------- | --- | ----- |
| مرزوق العتيبي · إبراهيم سويد ضربة جزاء' |     |       |

#### السعودية ضد البحرين
| البحرين                                    | 0-3 | السعودية |
| ------------------------------------------ | --- | -------- |
| عبد الله المرزوقي · سلمان عيسى · طلال يوسف |     |          |

## مُسجّلي الأهداف

### الأهداف المُسجّلة
سجّل لاعبي المُنتخب السّعُودي ثلاثة أهداف ضد الخُصُوم، وكانت هذه الأهداف عن طريق:
- ياسر القحطاني (ضد المُنتخب الكويتي)
- إبراهيم سويد، مرزوق العتيبي (ضد المُنتخب اليمني)

### الأهداف المُستقبلة
استقبَلَ المُنتخب السّعُودي خَمسة أهداف من الخُصُوم، وكانت هذه الأهداف عن طريق:
- مساعد ندا، بدر المطوع (من المُنتخب الكويتي)
- عبد الله المرزوقي، سلمان عيسى، طلال يوسف (من المُنتخب البحريني)

## مَرَاجِع
1. ↑  "الموقع الدائم لكأس الخليج العربي". مؤرشف من الأصل في 29 ديسمبر 2017. اطلع عليه بتاريخ 4 فبراير 2018.